# Ilona Mayer-Zach

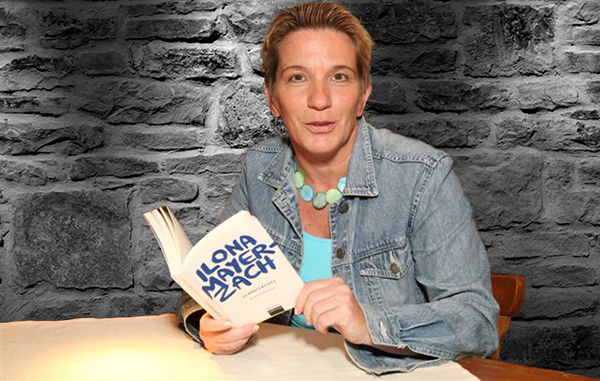
Ilona Mayer-Zach

Ilona Mayer-Zach (* 13. Juni 1963 in Graz, Steiermark) ist eine österreichische Autorin und Schriftstellerin.

## Leben und Werk
Nach der Matura verbrachte sie mehrere Jahre im Ausland (v. a. in Italien). Sie war und ist als Journalistin tätig. Sie absolvierte das Studium der Publizistik und Kommunikationswissenschaft (Mag. phil.) sowie das Studium der Kulturanthropologie (MA). Für die Austria Presse Agentur berichtete sie u. a. über den Jack-Unterweger-Prozess. Seit 2005 veröffentlichte sie Kriminalromane, Kurzgeschichten, Anthologien, Rätselkrimis (u. a. für „Die Presse“) und Theaterstücke. Weiters schreibt sie Jahrgangsbände, Kinderbücher sowie literarische Auftragswerke. Ihre Cosy-Krimi-Serie mit der Serienfigur Helene Kaiser spielte in Graz und der Steiermark. Ihr Blog Spirit55 befasste sich mit Inspiration und Motivation.
Heute lebt sie als digitale Nomadin und forscht zu bibelwissenschaftlichen Themen.

## Werke

### Kriminalromane
- Schöne Bescherung für Helene. Kriminalroman. Gmeiner-Verlag, Meßkirch 2016.
- Eine Leiche für Helene. Kriminalroman. Gmeiner-Verlag, Meßkirch 2016.
- Schmutzwäsche. Kriminalroman. echomedia bv, Wien 2013.
- Schlangenwald. Kriminalroman. echomedia bv, Wien 2010.
- Schärfentiefe. Kriminalroman. echomedia bv, Wien 2008.
- Schweigerecht. Kriminalroman. Manz, Wien 2006.

### Jahrgangsbände „Kindheit und Jugend in Österreich“
- Wir vom Jahrgang 1984. Wartberg, Gudensberg 2013.
- Wir vom Jahrgang 1978. Wartberg, Gudensberg 2013.
- Wir vom Jahrgang 1969. Wartberg, Gudensberg 2012.
- Wir vom Jahrgang 1953. Wartberg, Gudensberg 2012.
- Wir vom Jahrgang 1963. Wartberg, Gudensberg 2011.

### Anthologien
- Tod und Tafelspitz. 23 Krimis und Rezepte aus Österreich. Wellhöfer, Mannheim 2016.
- Helene Kaiser ermittelt in Graz. 30 Rätselkrimis. Gmeiner-Verlag, Meßkirch 2016.
- Ruckerlbahn, Reben und Rekorde – Döbling. Anekdoten und Geschichten. Wartberg, Gudensberg 2014.
- Stadtplauderei – Graz. Anekdoten und Geschichten. Wartberg, Gudensberg 2013.
- Tod im Dreivierteltakt. 24 Rätselkrimis und Fotos. VH Hernals, Wien 2012.
- als Hrsg.: Mona Lisas Augen – Jugendkrimis. echomedia bv, Wien 2008.

### Kinderbücher
- Kater Leon Ferienprogramm. 4 illustrierte e-Books. Edition BuK, Wien 2018.
- Kater Leon und das magische Amulett. E-Book. Gmeiner-Verlag, Meßkirch 2016.
- Kater Leon ermittelt. Rätselkrimis. E-Book. Gmeiner-Verlag, Meßkirch 2016.

### Kurzgeschichten
- 100 Rätselgeschichten in „Die Presse Kinderzeitung“ (2012 bis dato)
- 100 Rätselkrimis in: „Die Presse am Sonntag“ (2009 bis 2016)
- Wie lange noch? In: C. Rossbacher (Hrsg.): Wer mordet schon in der Steiermark? Gmeiner, 2015.
- Rosen und Vergissmeinnicht. In: J. Maxian, E. Weidinger (Hrsg.): Mords-Zillertal. Gmeiner, 2012.
- Die Wahrheit liegt im Wiener Wein. In: S. Naber (Hrsg.): Gemischter Satz. echomedia. Wien 2010.
- Mondnacht. In: E. Harriet (Hrsg.): Buchstabensuppe. Wimberger. Wien 2009.
- Mörderische Souvenirs. In: A. Stecay (Hrsg.): Frankfurter Morde. Wellhöfer, 2009.
- Glanzstück. In: B. Maxian (Hrsg.): Tatort Salzkammergut. Kbv, 2009.
- Sterbensangst. jokers.de, 2009.

### Bühnenstücke
- 2017: Tödliches Tröpferl
- 2017: Klassentreffen mit Leiche
- 2017: Das Mordsweib

## Mitgliedschaften
- Österreichischer Schriftstellerverband
- IG Autorinnen Autoren
- Literar-Mechana